# Tatiana Rusesabagina
Tatiana Rusesabagina (nascuda el 24 d'octubre de 1958) és una humanitària ruandesa tutsi que, amb el seu marit Paul Rusesabagina, va dirigir l'Hôtel des Mille Collines durant el genocidi de Rwanda el 1994, salvant junts a més de mil persones de ser assassinades pels radicals hutus. La seva història va ser utilitzada com a base per a la pel·lícula de 2004 Hotel Rwanda, en què Tatiana va ser interpretada per Sophie Okonedo, que va ser nominada per a un Oscar a la millor actriu secundària per la seva actuació.